# ستيف غودريتش
ستيف غودريتش (بالإنجليزية: Steve Goodrich)‏ مواليد 18 مارس 1976 في إقليم بروكسل العاصمة، هو لاعب كرة سلة أمريكي سابق. يبلغ طوله 6 قدم 10 بوصة (2.1 م).

## المسيرة الاحترافية
لعب مع سانت جوسيب في الدوري الإسباني في سنة 1998، ثم لعب مع دي لا بالما في سنة 1999، ثم لعب مع أولمبيا ميلانو في الدوري الإيطالي في موسم 2000–2001، ثم لعب مع شيكاغو بولز في سنة 2001، ثم لعب مع بروكلين نتس في موسم 2001–2002، ثم لعب مع لوفين براونشفايغ في سنة 2002، ثم لعب مع داروشافاكا في موسم 2002–2003.

## روابط خارجية
- ستيف غودريتش على موقع إن بي أي (الإنجليزية)
- ستيف غودريتش على موقع سبورتس رفرنس (الإنجليزية)
- ستيف غودريتش على موقع كرة السلة الأوروبية.كوم (الإنجليزية)
- ستيف غودريتش على موقع كلية كرة السلة في سبورتس رفرنس.كوم (الإنجليزية)
- ستيف غودريتش على موقع ريلجم (الإنجليزية)
- ستيف غودريتش على موقع بروبوليرز (الإنجليزية)
- ستيف غودريتش على موقع سبورتس رفرنس (الإنجليزية)